# Check Your Head (canción)
«Check Your Head» es el cuarto sencillo por Buckcherry, de su álbum debut, Buckcherry. La canción llegó al número 29 en Mainstream Rock Tracks, pero falló en Billboard Hot 100.